# Renée de Rieux, demoiselle de Châteauneuf

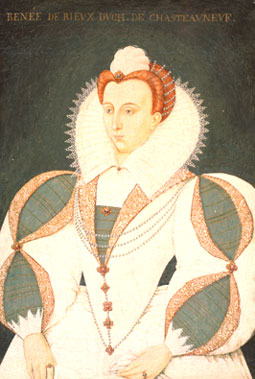
Porträt Renée de Rieux’ eines anonymen Malers aus dem 16. Jh.

Renée de Rieux, demoiselle de Châteauneuf (* 1541 in der Bretagne; † 1582 in Florenz), La Belle Châteauneuf genannt, war eine Mätresse des französischen Königs Heinrich III.

## Leben
Renée de Rieux stammte aus einer alteingesessenen Adelsfamilie in der Bretagne und war Ehrendame der französischen Königin Katharina von Medici. Von 1564 bis 1571 hatte sie eine leidenschaftliche Affäre mit dem Herzog von Anjou und späteren König Heinrich III. Nach dessen Heirat mit Louise de Lorraine-Vaudémont verließ sie den königlichen Hof und ging nach Italien.